# Šentjur
Šentjur, do roku 1952 Sveti Jurij pri Celju (německy Sankt Georgen bei Cilli) je město a správní středisko stejnojmenné občiny ve Slovinsku v Savinjském regionu. Nachází se u řeky Voglajny, asi 9 km východně od Celje a asi 80 km severovýchodně od Lublaně. V roce 2019 zde trvale žilo 4 894 obyvatel.
Městem procházejí silnice 107, 234 a 423. Sousedními městy jsou Celje, Krško, Rogaška Slatina, Sevnica a Slovenske Konjice.